# Harite
Harite (grč. Χάριτες, Khárites) u grčkoj mitologiji boginje su ljupkosti i ljepote, ljudskog šarma i plodnosti. Haritama su pandan u rimskoj mitologiji Gracije. Smatrane su kćerima Zeusa i Eurinome, premda neki izvori govore da su kćeri Dioniza i Afrodite ili pak Helija i Najade Egle.

## Etimologija
Tri su Harite, od najmlađe to najstarije:
- Agleja (Ἀγλαΐα, Aglaia) = "ljepota"
- Eufrozina (Εὐφροσύνη, Euphrosúnê) = "radost"
- Talija (Θαλία, Thalía) = "zadovoljstvo"

Prema Spartancima treća je bila Kleta. Spominju se i ostale Harite: Auxo, Harita, Hegemona, Fena i Pasiteja.

## Karakteristike
Pauzanije piše da nije uspio otkriti tko je prvi prikazao Harite golima, kako je postala tradicija. Prikazivane su kao lijepe, najčešće gole mlade žene.
Od renesanse nadalje, mnogi su ih umjetnici prikazali: Rafael, Sandro Botticelli, Peter Paul Rubens i drugi.

## Mitologija
Homer ih je povezivao s Afroditinim pomoćnicama, a povezivane su i s podzemljem i eleuzinskim misterijima. Posvećena im je bila rijeka Kefis blizu Delfa.
Bile su zaštitnice ljupkosti i šarma, kao pomoćnice Afrodite, boginje ljubavi.

## Vanjske poveznice
- Harite u klasičnoj literaturi i umjetnosti (engl.)